# Ball dels Locos de l'Olleria

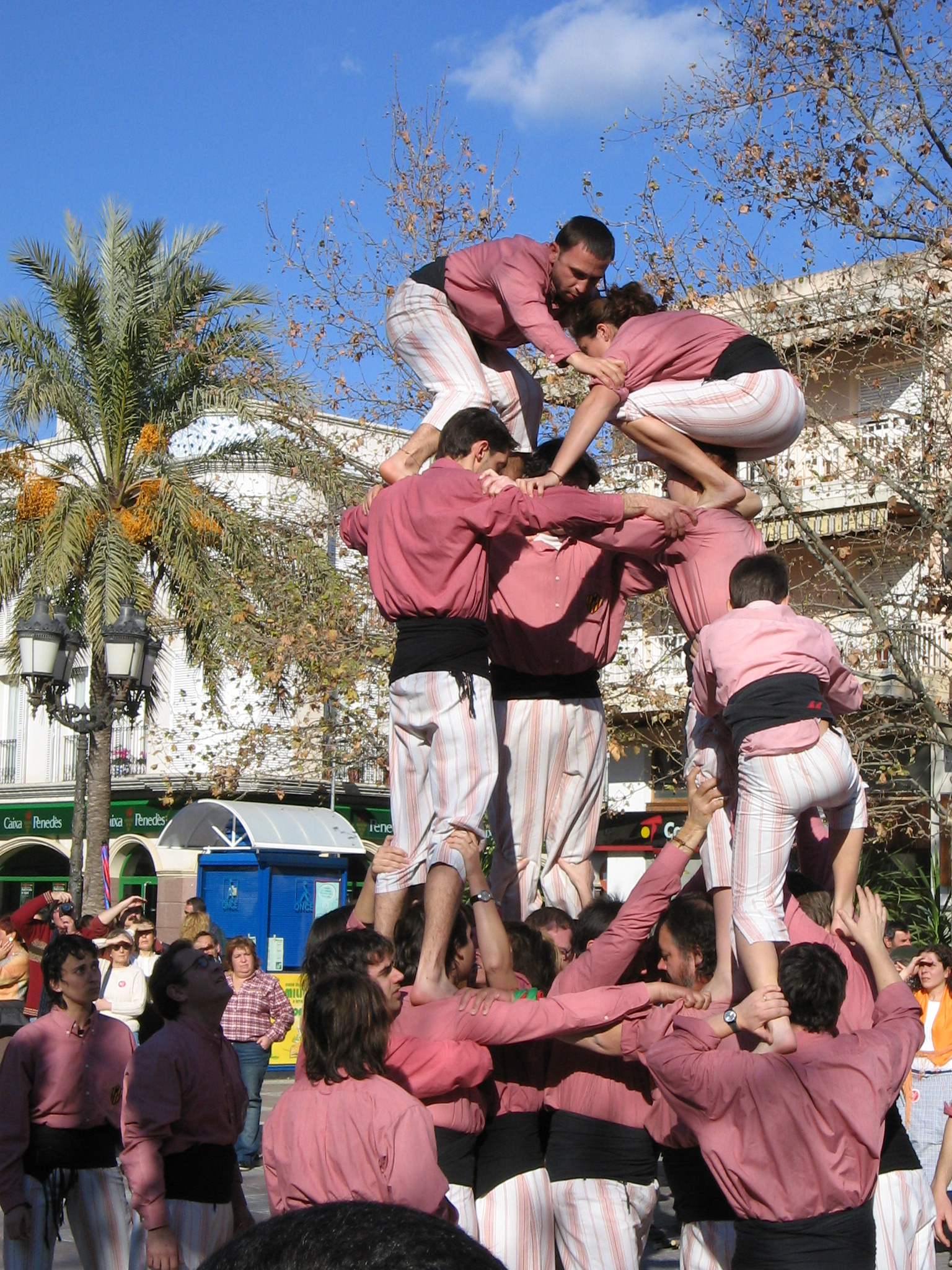

El Ball dels Locos de l'Olleria es el nombre utilizado para referirse tanto a un grupo de integrantes de la muixeranga propia de Ollería (provincia de Valencia, España), como para nombrar el tipo de muixeranga particular de esta población.

## La organización
El Ball dels Locos de l'Olleria, como organización, tiene un origen reciente pese a estar basada en una tradición más antigua. En 1994, un grupo de jóvenes ollerienses participaron en un taller de castillos. Cuando volvieron a Olleria descubrieron que ya en el año  1917 había un baile de locos en el que se hacían torres humanas. Realizaron una investigación a partir de los recuerdos de una mujer mayor del pueblo, los cuales pudieron corroborar con un documento en el que había un  fragmento de la letra de una de las canciones.
Con la participación de estos jóvenes, y con otros del pueblo, formaron una cuadrilla para recuperar el ball dels locos. La formación técnica la facilitaron la Nova Muixeranga de Algemesí y "castellers" de Mataró, por lo que confluyeron técnicas diferentes.
Los integrantes de esta "colla" iban antiguamente vestidos con camisa y pantalones hechos con una tela fuerte, como la de los colchones, por lo que solían llevar rayas, y se ponían pedazos de esta tela por la camisa para presentar un aspecto estrafalario. Se calzaban con alpargatas, atadas a las piernas con vetas, de las que colgaban cascabeles para remarcar el ritmo de los bailes. Además llevaban medias de color diferente según la piernas.
Completaban la indumentaria con un bastón de madera ("carxots"), la mitad del cual estaba cubierta de piel de conejo o lana ambas con borra, y que era utilizado durante el baile para dar diversos tipos de golpes.

## La actividad
El "Ball de Locos" consistía en una danza muy elaborada, que presentaba diferentes figuras y que concluía con la formación, por parte de los propios bailarines, de una estructura humana, la torre, que se coronaba con la llamada "figuereta".
El Ball dels Locos se presentó en público en 1996, presentando un perfeccionamiento de la técnica, levantando monumentos de cuatro pisos, como el pinet doble y algunas figuras de cinco.
El Ball dels locos empieza con la realización de diferentes figuras por parte de dos hileras de danzantes que golpean, entre ellos, sus bastones, llamados "carxots". Terminado el baile, los dos bandos se juntan y forman un "castell" que culmina con la realización, por parte de la "anxaneta", de la llamada "figuereta". Una vez está arriba del todo, el último "muixeranguer" se pone cabeza abajo y va bajando de la torre en esta posición hasta llegar abajo. Antiguamente, también era típico del "Ball dels Locos" beber de una bota de vino desde la parte superior del "castell", una vez este se había coronado.
La principal actuación de los Locos es por las fiestas de Santa Magdalena, pero también actúan en otras poblaciones.